# Швальмталь (Північний Рейн-Вестфалія)
Швальмталь (нім. Schwalmtal) — громада в Німеччині, знаходиться в землі Північний Рейн-Вестфалія. Підпорядковується адміністративному округу Дюссельдорф. Входить до складу району Фірзен.
Площа — 48,11 км2. Населення становить 19 012 ос. (станом на 31 грудня 2020).